# 빅 클락
《빅 클락》(영어: The Big Clock)은 미국에서 제작된 존 패로 감독의 1948년 누아르 스릴러 영화이다. 레이 밀랜드, 찰스 로턴 등이 출연하였고, 리처드 마이바움 등이 제작에 참여하였다.

## 출연
- 레이 밀랜드
- 찰스 로턴
- 모린 오설리번
- 조지 매크리디
- 리타 존슨
- 엘사 랜체스터
- 해리 모건
- 댄 토빈
- 리처드 웹
- 일레인 라일리
- 루이 밴루튼
- 로이드 코리건
- 프랭크 오스
- 마거릿 필드
- 노엘 닐
- 앨 퍼거슨

## 기타 제작진
- 미술: 롤런드 앤더슨, 한스 드라이어, 앨버트 노자키
- 의상: 이디스 헤드